# Museo de la Nación
El Museo de la Nación fue un museo arqueológico y uno de los más grandes del Perú. Estuvo ubicado en el edificio Complejo Administrativo del Sector Público Pesquero.

## Historia

### Antecedentes
El Museo Nacional estuvo en proyección desde el inicio de la República por el antropólogo Mariano Rivero de Ustariz, sin embargo, la idea de conservar toda la historia peruana fue precaria. Tras la construcción del Museo Nacional de Arqueología, Antropología e Historia, hacía falta un nuevo museo para albergar elementos valiosos que estuvieron disponible en centros de Europa.

### Construcción
El Complejo Administrativo del Sector Público Pesquero fue una obra encargada en 1970 mediante concurso público por el Gobierno Revolucionario de la Fuerza Armada para alojar el Ministerio de Pesquería. El proyecto ganador, de estilo brutalista, fue el de los arquitectos Miguel Cruchaga, Miguel Rodrigo y Emilio Soyer. Posteriormente, fue sede del Banco de la Nación hasta 1986.

### Creación

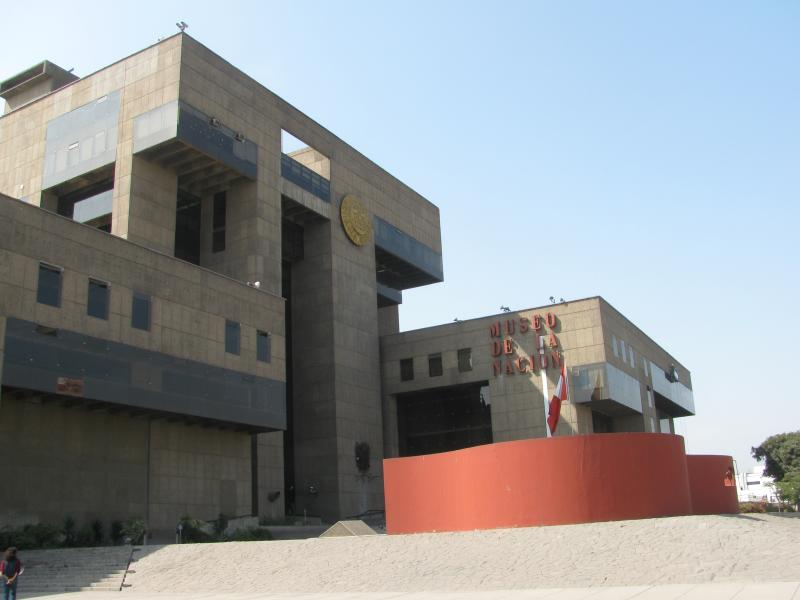
Entrada al Museo de la Nación en 2010, con el Sol de Echenique en el frontis.

El lunes 14 de marzo de 1980, mediante Decreto Supremo el presidente Alan García, creó el Proyecto Museo de la Nación con el objetivo de "Recoger, a través de un gran ente investigador, las ricas y variadas culturas de la Nación". El artículo cuarto del citado Decreto concedía al Museo autonomía administrativa y económica, además que tuvo mayor capacidad que el primer Museo Nacional.
Fue reconocido como un Organismo Público Descentralizado del Sector Educación, situación que se mantuvo hasta el 14 de octubre de 1992 cuando el gobierno de Alberto Fujimori, dispone su incorporación al Instituto Nacional de Cultura (INC).

### Colección
El Proyecto del Museo de la Nación buscaba generar un espacio que sea el gran conservador del patrimonio peruano, presentando miles de piezas originales correspondientes a las diferentes épocas de la historia del Perú las cuales obtuvo a través de investigaciones arqueológicas y de la recuperación de bienes que habían sido traficados ilegalmente.
Esta colección estuvo conformada por más de 12 500 piezas prehispánicas, entre las que destacan colecciones de cerámicas, metales y textiles de las culturas Paracas, Moche, Wari, Lima, entre otras; y más de 2500 piezas históricas de arte de la época virreinal y republicana, entre las que destacan colecciones de arte colonial, popular y contemporáneo, sumando un total de más de 15 500 piezas
En sus salas también se realizaron diversas actividades, como ciclos de conferencias y talleres educativos; y en sus auditorios se presentan los elencos nacionales de Ballet, Folklore, la Orquesta Sinfónica Nacional, el Coro Nacional, entre otros.
Tras el cierre del museo, todas las piezas arqueológicas del recinto fueron trasladadas al Museo Nacional de Arqueología, Antropología e Historia del Perú ubicado en el distrito de Pueblo Libre; mientras que, otras piezas se exhibirán en el Museo Nacional del Perú ubicado en el distrito de Lurin.

### Declive y cierre
El Museo de la Nación cerró en el 2004 para preparar sus espacios para la Reunión Anual del BID, luego de la cual muchos de los espacios remodelados sirvieron principalmente para oficinas administrativas del Instituto Nacional del Cultura. También se crearon varias salas multiusos, sin embargo, esto redujo el espacio destinado a exhibiciones.
En 2008, el Museo volvió a cerrar para albergar a la V Cumbre América Latina, el Caribe y la Unión Europea (ALC UE), reduciendo aún más las posibilidades del edificio como espacio cultural. En 2009, su directora de ese momento, Marisol Ginocchio, mencionó que se relanzaría el Museo de la Nación reactivando sus cuatro pisos, buscando presentar la historia peruana hasta la época reciente. En 2010, parte del Ministerio de Educación se traslada al Museo de la Nación mermando aún más el espacio. El martes 8 de julio de 2014, –durante la gestión de la ministra Diana Álvarez-Calderón– cierran permanentemente la Colección del Museo aludiendo a que estaría entrando a un proceso de remodelación, para lo cual se convocan especialistas. Sin embargo, dicha remodelación no se concreta y en el 2016 la cumbre de APEC termina en convertir dicho espacio nuevamente en sede de eventos internacionales, además de ser sede de las oficinas administrativas del Ministerio de Cultura. A pesar del cierre, en mayo de 2017, el ministro de cultura Salvador del Solar anunció el relanzamiento del Museo de la Nación como Centro de la Cultura, sin embargo, luego de la salida del ministro este proyecto también se ve frustrado.

## Centro Cultural
Con el cierre del Museo de la Nación se dio paso a la creación del Centro de la Cultura del Ministerio de Cultura con el objetivo de fomentar la difusión de las industrias culturales y las artes y promover los encuentros entre profesionales y ciudadanía a través de eventos culturales que abordan las problemáticas sobre patrimonio cultural, políticas culturales y ciudadanía. De la misma forma durante ese período se crea la Sala de Cine Armando Robles Godoy, en honor al cineasta peruano.

## Directores
- Fernando Cabieses
- Luis Guillermo Lumbreras
- Arturo Jiménez Borja
- Enrique Remy Valentín
- José Watanabe
- Álvaro Roca-Rey Miro-Quesada
- Javier Luna Elías
- Marisol Ginocchio Laines-Lozada